# 球磨級輕巡洋艦
球磨級輕巡洋艦（日语：／ Kuma gata keijunyōkan ?）是日本帝國海軍的輕巡洋艦。同型艦5艘。

## 概要
1917年「八四艦隊案」發布後，日本海軍注意到美軍開始建造7050噸的奧馬哈級高速輕巡洋艦。因此，日本海軍立即著手設計5500噸級輕巡「改天龍型」，要求35節以上的高航速，3英吋的主裝甲帶，並配備12門140mm主砲及8具533mm魚雷發射管。隨後為了確保球磨型擔任水雷戰隊旗艦所需的高航速及魚雷攻擊能力，而將主砲減少為7門。球磨型於1918年起開工。1930年代，球磨型各艦陸續接受小規模改裝，主要為航空設備、索敵設備。1938年，部分76mm高砲被替換為4門九六式25mm機砲。太平洋戰爭爆發後，日本帝國海軍兵力吃緊，球磨級輕巡洋艦再度作為水雷戰隊旗艦上陣，投入了南方戰區的掩護作戰。戰爭中期改為運輸船隊的護衛任務，此時球摩級開始面臨反潛能力低落、艦體結構無法承受魚雷攻擊的弱點。於是日本帝國海軍以加裝雷達、深水炸彈投射機及更多的25mm機砲來因應。大井號和北上號在1941年初改裝為「重雷裝艦」，拆除3門140mm主砲和533mm魚雷發射管，改在兩側各安裝5座四聯九二式610mm魚雷發射管。1942年唯一沒被擊沉的北上號在拆除32具魚雷發射管後，裝配了8艘大型登陸艇，成為高速運輸艦。1944年再度接受改造搭載四艘回天人操魚雷，作為特攻任務用途。

## 性能諸元
排水量：（設計）標準5100噸，常備5500噸
全長：162.15公尺
水線長：158.6公尺
舷寬：14.17公尺
高度：4.8公尺
動力：4座技本式蒸氣輪機
10座艦本式重油專燒鍋爐
2座艦本式煤油混燒鍋爐
功率：90000軸馬力
航速：36.0節
續航力：5000海里/14節
裝甲：主裝甲帶60mm
水平防護30mm
武裝：7門單裝三年式140mm主砲
2門單裝三年式76mm高砲
8具六年式533mm魚雷發射管（雙聯x4，配備六年式魚雷16發）
150顆五號魚雷
編制：450人

## 同型艦
| 艦名 | 造船廠             | 安放龍骨日期   | 下水           | 完工          | 結局                                                         |
| ---- | ------------------ | -------------- | -------------- | ------------- | ------------------------------------------------------------ |
| 球磨 | 佐世保海軍工廠     | 1918年8月29日  | 1919年7月14日  | 1920年8月31日 | 1944年1月11日被英軍潛艇擊沉於麻六甲海峽                      |
| 多摩 | 三菱重工長崎造船所 | 1918年8月10日  | 1920年2月10日  | 1921年1月29日 | 1944年10月25日被美軍潛艇擊沉於恩加諾角                       |
| 北上 | 佐世保海軍工廠     | 1919年9月1日   | 1920年7月3日   | 1921年1月29日 | 1946年10月在長崎解體                                         |
| 大井 | 川崎重工神戶造船所 | 1919年11月24日 | 1920年7月15日  | 1921年10月3日 | 1944年7月19日被美軍潛艇擊沉於馬尼拉灣                        |
| 木曾 | 三菱重工長崎造船所 | 1919年6月10日  | 1920年12月14日 | 1921年5月4日  | 1944年11月13日在馬尼拉灣被美軍炸沉，1955年至1956年間浮揚解體 |

## 關連項目
- 大日本帝國海軍艦艇一覽